# Poço Branco (kommun)
Poço Branco är en kommun i Brasilien.   Den ligger i delstaten Rio Grande do Norte, i den östra delen av landet, 1 800 km nordost om huvudstaden Brasília. Antalet invånare är 13 947.
Följande samhällen finns i Poço Branco:
- Poço Branco

Omgivningarna runt Poço Branco är huvudsakligen savann. Runt Poço Branco är det ganska glesbefolkat, med 48 invånare per kvadratkilometer.